# كوماموناسية أرضية
كوماموناسية أرضية (الاسم العلمي: Comamonas odontotermitis) هي نوع من البكتيريا، سلبية الغرام، تتبع جنس الكوماموناسية.